# Episodi di How to Rock
La prima stagione della serie televisiva How to Rock viene trasmessa negli Stati Uniti dal 4 febbraio 2012 sul canale Nickelodeon.
In Italia viene trasmessa a partire dal 2 dicembre 2013 alle 23:55 su Nickelodeon Italia; questo insolito orario è dovuto probabilmente alla cancellazione della serie. Ciò infatti è già avvenuto per un'altra serie, Marvin Marvin.
| nº | Titolo originale                  | Titolo italiano              | Prima TV USA      | Prima TV Italia  |
| -- | --------------------------------- | ---------------------------- | ----------------- | ---------------- |
| 1  | How to Rock Braces and Glasses    |                              | 4 febbraio 2012   |                  |
| 2  | How to Rock a Messy Bet           |                              | 4 febbraio 2012   |                  |
| 3  | How to Rock a Guest List          |                              | 11 febbraio 2012  |                  |
| 4  | How to Rock a Statue              | La statua                    | 18 febbraio 2012  | 9 dicembre 2013  |
| 5  | How to Rock a Lunch Table         |                              | 25 febbraio 2012  |                  |
| 6  | How to Rock an Election           |                              | 3 marzo 2012      |                  |
| 7  | How to Rock a Newscast            | Il telegiornale              | 17 marzo 2012     | 14 dicembre 2013 |
| 8  | How to Rock a Prank               | La vendetta                  | 24 marzo 2012     | 10 dicembre 2013 |
| 9  | How to Rock a Secret Agent        |                              | 31 marzo 2012     |                  |
| 10 | How to Rock a Lunch Table         |                              | 7 aprile 2012     |                  |
| 11 | How to Rock a Birthday Party      | Un compleanno per due        | 14 aprile 2012    | 13 dicembre 2013 |
| 12 | How to Rock a Part-Time Job       | Il lavoro part-time          | 21 aprile 2012    | 11 dicembre 2013 |
| 13 | How to Rock Halloween             |                              | 28 aprile 2012    |                  |
| 14 | How to Rock a Basketball Team     | Gioco di squadra             | 5 maggio 2012     | 16 dicembre 2013 |
| 15 | How to Rock a Love Song           |                              | 30 giugno 2012    |                  |
| 16 | How to Rock Cee Lo                | Sul palco con Cee Lo         | 18 agosto 2012    |                  |
| 17 | How to Rock Cee Lo                | Sul palco con Cee Lo         | 18 agosto 2012    |                  |
| 18 | How to Rock Singing Telegram      | Telegrammi cantati           | 22 settembre 2012 |                  |
| 19 | How to Rock a Yearbook            |                              | 29 settembre 2012 |                  |
| 20 | How to Rock High School Sensation |                              | 13 ottobre 2012   |                  |
| 21 | How to Rock a Good Dead           |                              | 20 ottobre 2012   |                  |
| 22 | How to Rock Camping               |                              | 27 ottobre 2012   |                  |
| 23 | How to Rock a Fashion Victim      |                              | 3 novembre 2012   |                  |
| 24 | How to Rock a Uniform             |                              | 10 novembre 2012  |                  |
| 25 | How to Rock a Tennis Ball         | La palla da tennis           | 1º dicembre 2012  |                  |
| 26 | How to Rock Christmas             | Natale al centro commerciale | 8 dicembre 2012   | 12 dicembre 2013 |